# 釜山镇站 (釜山地铁)
釜山鎮站（：／ Busanjin yeok */?）是釜山地鐵1號線沿線的一座地下車站，位於韓國釜山廣域市東區水晶洞，韓語副站名為「東區廳」（동구청）。雖然站名為釜山鎮，但本站並不位於釜山镇区內。

## 車站結構
站體為2面3線完全混合式月台的地下車站，候車月台設有月台幕門，並有8處出口。其中一側月台目前並不開放，僅作為列車調度停放之用，故實際上形成2面2線的側式月台構造。

### 月台配置
| 草梁 ↑   |
| 下 \| 上 |
| ↓ 佐川   |

| 月台         | 路線               | 目的地                               |
| ------------ | ------------------ | ------------------------------------ |
| 上行         | ●釜山都市铁道1号线 | 多大浦海水浴場方向                   |
| 下行（內線） | ●釜山都市铁道1号线 | 西面、蓮山、東萊、老圃方向           |
| 下行（外線） | ●釜山都市铁道1号线 | 不使用（電車返入線，與釜山鎮站連結） |

## 歷史
- 1987年5月15日：落成啟用。

## 車站周邊
- 釜山港第4埠頭
- 釜山日報
- 東區廳
- 釜山東部警察署
- 水晶洞郵局
- 水晶洞市場
- 釜山鎮稅務署
- 慶南女子高校
- 釜山鎮站（韓國鐵道公社）

## 圖片

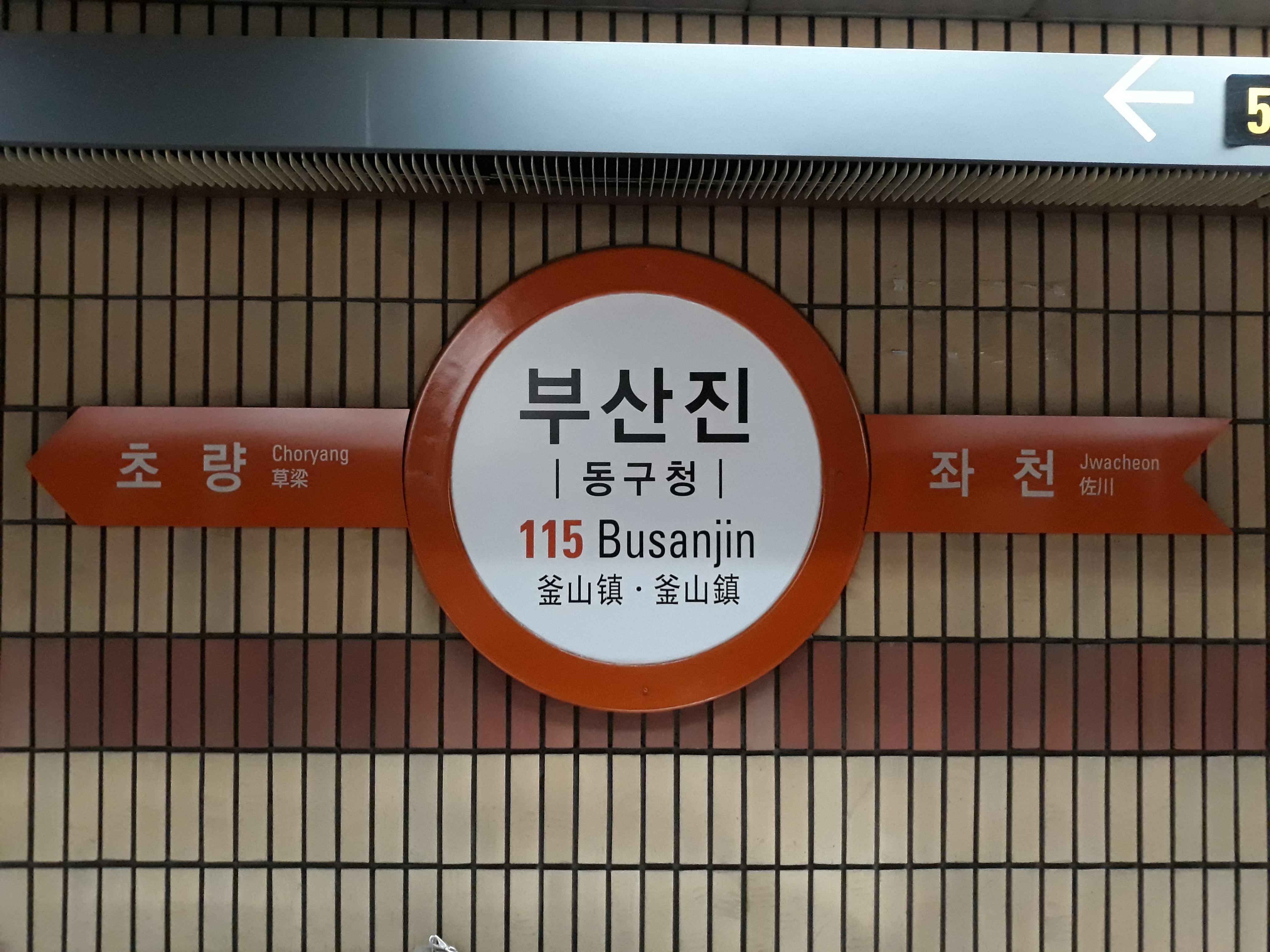
站名牌
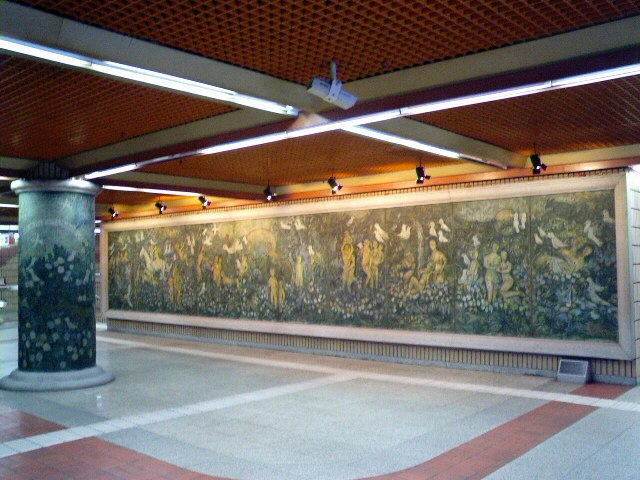
車站壁畫

## 相鄰車站
釜山交通公社
●釜山都市铁道1号线
草梁（114）－釜山鎮（115）－佐川（116）